# 日本端子
日本端子株式会社（にほんたんし、Nippon Tanshi Co.,Ltd.）は、神奈川県平塚市に本社が所在し、中国の3カ所に子会社を置く、端子やコネクタを主力製品として、設計、製造、販売している企業である。
元衆議院議員の河野洋平が大株主。その長男である衆議院議員の河野太郎がかつて在籍した。現在の社長は、河野洋平の次男の河野二郎である。かつての社長に笹川陽平とともに富士観光（現・富士レックス）の破産管財人をつとめた越田覚造（河野一郎の義弟）がいる。

## 沿革
- 1960年8月 - 東京都中央区に設立。
- 1967年2月 - 本社を大磯町に移転。
- 1985年4月 - 岩手県花泉町に花泉工場を開設｡
- 1995年12月 - 中国北京に合弁会社「北京日端電子有限公司」を設立｡
機械事業部を分社化し「日端テクノ」を設立
- 1996年7月 - 香港に香港日端電子有限公司を開設｡
- 2007年5月 - 中国蘇州市に合弁会社「日端健和興電子電子科技（蘇州）有限公司」を設立｡
- 2010年11月 - 日端テクノを吸収合併。
- 2012年9月 - Jリーグ・湘南ベルマーレのユニホーム胸スポンサーとなる。
- 2017年8月 - 本社を神奈川県平塚市に移転。

## 主な製品
- コネクタ
- 連鎖端子

自動車用端子、民生家電用端子など
- 圧着端子

裸圧着端子、絶縁被覆付圧着端子など
- 圧着工具

全自動圧着機など

## 拠点
- 本社・技術センター＝神奈川県平塚市
- 支店・営業所＝関東支店（横浜市）、大阪支店（吹田市）、名古屋支店（名古屋市）、西日本営業所（北九州市）
- 工場＝大磯工場、花泉工場（岩手県一関市）
- 物流センター＝神奈川県中郡大磯町

## 関連会社
- 北京日端電子有限公司 - 電子部品の製造及び電子部品、電子製品、機械設備の販売等を手掛ける。日本端子が株式の60%、京东方科技集团股份有限公司（BOE）が株式の40%をそれぞれ保有している。当社代表取締役の河野二郎は副代表（中国語名：副董事长）を務める[4]。
- 昆山日端電子科技有限公司
- 香港日端電子有限公司